# Liga de Fútbol Profesional de Nigeria 2022-23
La Liga de Fútbol Profesional de Nigeria 2022-23 fue la 52.ª temporada de la Liga de Fútbol Profesional de Nigeria. La temporada comenzó el 8 de enero de 2023 y terminará en julio de 2023.

## Equipos participantes
| Equipo                | Ciudad        | Estadio                                |
| --------------------- | ------------- | -------------------------------------- |
| Abia Warriors         | Umuahia       | Estadio Okiwge                         |
| Akwa United           | Uyo           | Estadio Godswill Akpabio International |
| Bayelsa United        | Yenagoa       | Estadio Yenagoa Township               |
| Bendel Insurance      | Benín         | Estadio Samuel Ogbemudia               |
| Dakkada               | Uyo           | Estadio Internacional Godswill Akpabio |
| Doma United           | Gombe         | Estadio Pantami                        |
| El-Kanemi Warriors    | Maiduguri     | Estadio El-Kanemi                      |
| Enyimba International | Aba           | Estadio Internacional Enyimba          |
| Gombe United          | Gombe         | Estadio Pantami                        |
| Kwara United          | Ilorin        | Estadio Kwara                          |
| Lobi Stars            | Makurdi       | Estadio Aper Aku                       |
| Nasarawa United       | Lafia         | Estadio Lafia Township                 |
| Niger Tornadoes       | Minna         | Estadio Kwara                          |
| Plateau United        | Jos           | Estadio New Jos                        |
| Rangers International | Enugu         | Estadio Nnamdi Azikiwe                 |
| Remo Stars            | Ikenne        | Estadio Internacional Otunba Dipo Dina |
| Rivers United         | Port Harcourt | Estadio Yakubu Gowon                   |
| Shooting Stars        | Ibadán        | Estadio Adamasingba                    |
| Sunshine Stars        | Akure         | Estadio Akure Township                 |
| Wikki Tourists        | Bauchi        | Estadio Abubakar Tafawa Balewa         |

### Ascensos y descensos
| Pos. | Descendidos de la Liga de Fútbol Profesional 2021-22 |
| ---- | ---------------------------------------------------- |
| 17.º | Katsina United                                       |
| 18.º | Heartland                                            |
| 19.º | Kano Pillars                                         |
| 20.º | MFM                                                  |

| Pos.   | Ascendidos de la División 1 2021-22 |
| ------ | ----------------------------------- |
| 1.º A1 | El-Kanemi Warriors                  |
| 1.º A2 | Doma United                         |
| 1.º B1 | Bendel Insurance                    |
| 1.º B2 | Bayelsa United                      |

## Fase regular

### Grupo A
| Pos. | Equipo                | Pts. | PJ | G | E | P | GF | GC | Dif. | Clasificación o descenso 2023-24 |
| ---- | --------------------- | ---- | -- | - | - | - | -- | -- | ---- | -------------------------------- |
| 1    | Bendel Insurance      | 23   | 9  | 7 | 2 | 0 | 13 | 3  | +10  | Playoffs                         |
| 2    | Enyimba International | 16   | 9  | 5 | 1 | 3 | 12 | 6  | +6   | Playoffs                         |
| 3    | Akwa United           | 15   | 9  | 4 | 3 | 2 | 12 | 8  | +4   | Playoffs                         |
| 4    | Plateau United        | 14   | 9  | 4 | 2 | 3 | 17 | 12 | +5   |                                  |
| 5    | Remo Stars            | 14   | 9  | 4 | 2 | 3 | 8  | 9  | −1   |                                  |
| 6    | Gombe United          | 10   | 9  | 2 | 4 | 3 | 7  | 8  | −1   |                                  |
| 7    | Shooting Stars        | 10   | 9  | 2 | 4 | 3 | 11 | 13 | −2   |                                  |
| 8    | Kwara United          | 9    | 9  | 2 | 3 | 4 | 4  | 9  | −5   |                                  |
| 9    | Nasarawa United       | 7    | 9  | 2 | 1 | 6 | 8  | 13 | −5   | División 1                       |
| 10   | El-Kanemi Warriors    | 5    | 9  | 1 | 2 | 6 | 4  | 15 | −11  | División 1                       |

Actualizado a los partidos jugados el 22 de febrero de 2023.
 Fuente: Soccerway
Criterios de clasificación: Puntos · Enfrentamientos directos · Diferencia de goles · Goles a favor · Puntos fair-play · Play-off.

### Grupo B
| Pos. | Equipo                | Pts. | PJ | G | E | P | GF | GC | Dif. | Clasificación o descenso 2023-24 |
| ---- | --------------------- | ---- | -- | - | - | - | -- | -- | ---- | -------------------------------- |
| 1    | Lobi Stars            | 19   | 9  | 6 | 1 | 2 | 12 | 5  | +7   | Playoffs                         |
| 2    | Sunshine Stars        | 15   | 9  | 4 | 3 | 2 | 9  | 6  | +3   | Playoffs                         |
| 3    | Rivers United         | 14   | 7  | 4 | 2 | 1 | 12 | 8  | +4   | Playoffs                         |
| 4    | Abia Warriors         | 13   | 8  | 4 | 1 | 3 | 11 | 7  | +4   |                                  |
| 5    | Niger Tornadoes       | 12   | 9  | 3 | 3 | 3 | 6  | 6  | 0    |                                  |
| 6    | Doma United           | 12   | 9  | 3 | 3 | 3 | 6  | 7  | −1   |                                  |
| 7    | Rangers International | 9    | 8  | 2 | 3 | 3 | 4  | 6  | −2   |                                  |
| 8    | Bayelsa United        | 8    | 9  | 1 | 5 | 3 | 9  | 14 | −5   |                                  |
| 9    | Wikki Tourists        | 8    | 9  | 2 | 2 | 5 | 6  | 11 | −5   | División 1                       |
| 10   | Dakkada               | 7    | 9  | 2 | 1 | 6 | 9  | 14 | −5   | División 1                       |

Actualizado a los partidos jugados el 22 de febrero de 2023.
 Fuente: Soccerway
Criterios de clasificación: Puntos · Enfrentamientos directos · Diferencia de goles · Goles a favor · Puntos fair-play · Play-off.